# Rohrsen
Rohrsen é um município da Alemanha localizado no distrito de Nienburg, estado da Baixa Saxônia.
É membro e sede do Samtgemeinde de Heemsen.